# バーコードボーイ
バーコードボーイ（Barcode Boy）は、ソフエルが開発しナムコ（後のバンダイナムコエンターテインメント）が1992年に発売したゲームボーイ用周辺機器。日本でのみ発売。

## 概要
ICリーダーなどの製造を本業とし、自社で家庭用ゲームの開発も行っていた（現在は撤退）ソフエルが開発し、OEM製品としてナムコが発売した。エポック社が1991年に発売してヒット商品となったバーコードバトラーと同様、商品のバーコードをリーダーで読み取るとゲーム中のキャラクターの能力が変化するなどの演出が為される仕様となっている。
なお、端子が初期型ハードのみに対応したものになっているためゲームボーイポケット・ゲームボーイカラー・スーパーゲームボーイ2（スーパーファミコン周辺機器）・ゲームボーイプレーヤー（ゲームキューブ周辺機器）と接続する場合は別途、ゲームボーイポケット専用変換コネクタが必要になる。スーパーゲームボーイ（初期型）やゲームボーイアドバンス・SPには接続不可。

## ソフト一覧
全てナムコ発売。

### 専用ソフト
以下の2タイトルはバーコードボーイ本体との同梱セットも発売された。
- モンスターメーカー バーコードサーガ
- バトルスペース

### 対応ソフト
以下の3タイトルは専用ソフトではないため、バーコードボーイが無くてもプレイ自体は可能である。
- カットビロード
- ファミリージョッキー2 名馬の血統
- ファミスタ3